# Akira Jošino
Akira Jošino, japonsky 吉野 彰, v anglickém přepisu Akira Yoshino (* 30. ledna 1948, Suita) je japonský chemik. V roce 2019 obdržel Nobelovu cenu za chemii, a to za vývoj lithium-iontových baterií.
Vystudoval petrochemii na Kjótské univerzitě, roku 1970 zde získal bakalářský, za dva roky pak magisterský titul. Poté pracoval ve firmě Asahi (nyní Asahi Kasei). Právě zde učinil svůj zásadní objev. V roce 2005 získal doktorát z inženýrství na univerzitě v Ósace. V roce 2010 se stal prezidentem Střediska pro technologii a hodnocení lithiové iontové baterie. Působil také jako profesor na univerzitě Meijo. V roce 2014 získal Draperovu cenu, jednu z nejprestižnějších inženýrských cen. Za pět let obdržel i cenu Nobelovu.
Jošino se do vývoje baterií zapsal svou snahou nahradit v ní poměrně nebezpečné – neboť na vzduchu silně hořlavé – kovové lithium, největší slabinu základní lithiové baterie vynalezené Stanley Whittinghamem (spolunositelem Nobelovy ceny za rok 2019). Lithiové ionty jsou v baterii nezbytné, ale kovové lithium slouží jen jako „mřížka“, do níž se ionty ukládají, a Jošino byl přesvědčen, že ta je nahraditelná. Problém efektivnější katody již před ním vyřešil John Goodenough (druhý spolunositel), za pomoci oxidu kobaltu (později fosfátu železa), toto řešení Jošino převzal a soustředil se na problém anody. Experimentoval s různými uhlíkatými materiály, neboť bylo zřejmé, že právě uhlík má nejlepší schopnost roli „mřížky na ionty“ plnit. Problém byl, jak získat uhlík čistý – v čisté podobě se nikde v přírodě nevyskytuje. Jošida zkoušel čistit různé látky, až dospěl k zásadnímu průlomu u ropného koksu, jenž vzniká při vysokých teplotách v ropě. Vynalezl způsob čistění koksu, který vede k zisku látky s 99,5 procentní koncentrací uhlíku. Anoda z této látky je násobně bezpečnější než anoda z kovového lithia a přitom plní jeho funkci. To otevřelo cestu lithiové baterii k využití v průmyslu. Patent Jošino podal roku 1985 a brzy ho prodal společnosti Sony. Ta ve svém výrobku vynález užila prvně v roce 1991. Vzápětí způsobil revoluci při výrobě mobilních telefonů. Následovaly další aplikace: notebook, tablet, mp3 přehrávač, nebo elektromobil.

## Vyznamenání
- Řád kultury – Japonsko, 2019[5]